# Élection présidentielle américaine de 2020 en Caroline du Nord
L'élection présidentielle américaine de 2020, cinquante-neuvième élection présidentielle américaine depuis 1788, a lieu le 3 novembre 2020 et conduit à la désignation du démocrate Joe Biden comme quarante-sixième président des États-Unis.

## Résultats des élections en Caroline du Nord
| Candidat présidentiel | Vice Président   | Parti politique | Vote populaire | %      | Vote électoral |
| --------------------- | ---------------- | --------------- | -------------- | ------ | -------------- |
| Donald J. Trump       | Michael R. Pence | Républicain     | 2,733,645      | 49.96% | 15             |
| Joe Biden             | Kamala Harris    | Démocrates      | 2,658,274      | 48.58% | 0              |
| Jo Jorgensen          | Spike Cohen      | Libertarien     | 47,340         | 0.87%  | 0              |
| Autres                | /                | /               | 32,246         | 0.59%  | 0              |

## Analyse
|                                                    | Comté(s)          | Pourcentage |
| -------------------------------------------------- | ----------------- | ----------- |
| Comté le plus démocrate                            | Durham            | 80,6%       |
| Comté le moins démocrate                           | Yadkim            | 18,9%       |
| Comté le plus républicain                          | Graham            | 79,5%       |
| Comté le moins républicain                         | Durham            | 18,0%       |
| Compté(s) démocrate en 2016 et républicain en 2020 | Scotland          | /           |
| Compté(s) républicain en 2016 et démocrate en 2020 | New Hanover, Nash | /           |

Alors que le vote démocrate était regroupé sur la côte des années 60 à 90, puis scindé en deux parties (une au nord avec Rayleigh et Salem, une au sud avec Fayetteville), cette année le vote démocrate est assez éparpillé, avec des villes démocrates des Appalaches où des comtés côtiers républicains. Le comté de New Hanover n'avait plus voté démocrate depuis 1976. Contrairement à une tendance générales aux États-Unis qui veut que les comtés côtiers votent à gauche, ce n'est que peu le cas en Caroline du Nord, avec par exemple la zone du Cap Lookout qui se confirme bien républicaine. Les villes qui donnent l'avance aux républicains dans cet État sont notamment celles des environs du lac Rhodhiss.